# Inquiring Blood
Inquiring Blood ist eine deutsche Metal-Band aus Hannover, Niedersachsen. Gegründet wurde die Band im Jahre 2004 und hat bisher eine EP, ein Livealbum und zwei Studioalben veröffentlicht. 

## Geschichte
Im Jahr 2002 lernten sich der Schlagzeuger Florian Otten und der Gitarrist Marco Gronwald kennen, die zu diesem Zeitpunkt noch in zwei unterschiedlichen Bands spielten. Erst Ende 2003 traf man sich zu gemeinsamen Jam-Sessions.
Im Frühjahr 2004 holten sich die beiden Daniel Siebert in die Band, der damals noch den Bass bediente und improvisationsweise den Gesang übernommen hatte. Nach wenigen Proben wurde klar, dass er den Gesang komplett übernehmen sollte. Den Bass spielte zu diesem Zeitpunkt Fabian Ranft.
In dieser Besetzung nahm Inquiring Blood ihr erstes Demo Fear in Eigenregie auf sowie einen ersten Demo-Song Minefields im damaligen Goldfisch-Studio Hannover. Bei der Teilnahme zum Simevil.com Bandcontest vom Rock Hard im Jahr 2005 belegte die Band mit dem Song Minefields Platz 8 und kam als Beilage zum Rock Hard-Heft Nr. 217 auf den Heftsampler.
Ende 2005 übernahm Erik Hess (vorher bei Cripper) den Bass. Zu dieser Zeit entstand die Live-CD Live at TTD Festival, welche von Harris Johns produziert wurde. Außerdem wurde ab diesem Zeitpunkt auch an der EP Raping the Silence gearbeitet und 2006 bei Herman Frank im Studio Arena 20 produziert sowie im Jahr 2007 veröffentlicht.
Erik Hess verließ die Band 2008 und wurde Anfang 2009 durch Lars Robrecht ersetzt. In dieser Besetzung begannen die Arbeiten zum Studioalbum Born in a Grave, welches bei Florentin Adolf aufgenommen und 2010 veröffentlicht wurde. 
2015 wurden Inquiring Blood vom Musikverlag Kernkraftritter-Records unter Vertrag genommen. Während das Label den Vertrieb von Born In A Grave übernahm, arbeitete die Band bereits an dessen Nachfolger Morbid Creation. Das Album Morbid Creation wurde im Winter 2015 im Institut für Wohlklangforschung eingespielt und anschließend im Kohlekeller Studio gemixt und gemastert.
In der Zeit zwischen den Produktionen spielte Inquiring Blood über 60 Liveauftritte in Clubs oder auf Festivals. Zu den Highlights zählten Supportauftritte für Kataklysm, Behemoth und Aborted (2007), The Haunted (2011), Aborted & Heretic Soul (2013), Eisregen (2014), Debauchery (2015 & 2016), sowie Destruction und Nervosa (2017).

## Stil
Das Quartett spielt eine Mischung aus Florida Death Metal, Groove Metal und Death ’n’ Roll und wird in Rezensionen gern mit Cannibal Corpse und Six Feet Under verglichen.

## Diskografie
- 2005: Fear (Demo)
- 2006: Live at TTD Festival (Livealbum)
- 2007: Raping the Silence (EP)
- 2010: Born in a Grave (Album)
- 2016: Morbid Creation (Album)